# Табльдот
Табльдо́т (фр. table d’hôte — хозяйский стол) — тип меню с единой комплексной ценой в пансионах, курортных гостиницах, ресторанах и иных предприятиях общественного питания, в которую включено всё: от закуски до десерта (в различных вариациях). Это позволяет сократить выбор в соответствии с технологическими возможностями предприятия и установить эффективный контроль за качеством приготовляемых блюд, а также ускорить обслуживание посетителей.
К подобному типу меню можно отнести бизнес-ланч (в этом случае набор блюд подаётся в определённое время («дневной обед»), в основном совпадающее с обеденным перерывом большинства предприятий и организаций).

## История
Писатель и журналист Луи Денуайе, в своих очерках парижских нравов, поясняет: «Под табльдотом подразумевают в Париже всякое место, где в определённый час за общим столом можно отведать похлёбку за весьма умеренную плату…».
Табльдоты представляли собой не только более экономную, чем рестораны, но и более архаичную форму обслуживания клиентов: тот, кто садился за общий стол, не имел права выбора и был вынужден есть ту же еду, что и все. Кроме того, лучшие куски за табльдотом доставались завсегдатаям, сидевшим ближе к центру стола, куда ставилось основное блюдо. Так, скромный человек, получивший место с краю, рисковал, особенно если он ел медленно, выйти из-за стола голодным. Писатель Л. С. Мерсье в своём многотомном собрании «Картины Парижа» (1781) писал об этих недостатках в организации питания: «Иностранцы их не выносят, но обедать им больше негде. Приходится сидеть за столом в обществе двенадцати незнакомцев, и вежливому и застенчивому человеку иногда не удаётся доесть обеда, за который он заплатил собственные деньги».
Во Франции практика табльдотов получила широкое распространение, «хозяйские столы» были самой разной цены и качества. Наиболее роскошные и дорогие накрывались в крупных гостиницах. Так, в 1878 году И. А. Гончаров писал М. М. Стасюлевичу из французской Булони, где останавливался в одном из лучших отелей:
А здесь дорогонько — и мне даже совестно сидеть в отели, за table d'hôte с кучей богатеньких англичан, которые так и душат claret и шампанское и сыплят золото!